# Liste der Kulturdenkmäler in Bremberg (Rhein-Lahn-Kreis)
In der Liste der Kulturdenkmäler in Bremberg sind alle Kulturdenkmäler der rheinland-pfälzischen Ortsgemeinde Bremberg aufgeführt. Grundlage ist die Denkmalliste des Landes Rheinland-Pfalz (Stand: 8. Dezember 2023).

## Einzeldenkmäler
| Bezeichnung       | Lage                                            | Baujahr                  | Beschreibung | Bild                           |
| ----------------- | ----------------------------------------------- | ------------------------ | --- | ------------------------------ |
| Wohnhaus          | Lindenstraße 4 Lage                             | 17. oder 18. Jahrhundert | Fachwerkhaus, verputzt und verschiefert, wohl aus dem 17. oder 18. Jahrhundert                                          | BW                             |
| Ruine Brunnenburg | nordwestlich des Ortes auf einem Felskegel Lage | um 1210/20               | Teile des Chors, Westwand und Reste der Seitenschiffmauern der ehemaligen Prämonstratenserinnenstiftskirche, um 1210/20 | weitere Bilder Fotos hochladen |